# Кондензирана материя
Най-очевидните примери за кондензирана материя са твърдите тела и течностите, които са много разпространени на земната кора.
Освен въздуха всичко друго е кондензирана материя – кристали, аморфни вещества, стъкла, течности, течни кристали, биологични структури.